# La religión dentro de los límites de la mera razón
La religión dentro de los límites de la mera razón (Die Religion innerhalb der Grenzen der blossen Vernunft) es una obra filosófica de Immanuel Kant.
La primera parte del libro reproduce un ensayo «Sobre el mal radical de la naturaleza humana» que Kant había enviado en 1792 a la revista Berlinische Monatsschrift. Las otras tres partes unidas a la primera para permitir su publicación fueron publicadas en abril de 1793. Kant preparó una segunda edición con prólogo propio e indicaciones de los cambios realizados en 1794.

## Contexto
En 1784 y con motivo del debate sobre la esencia de la ilustración, Kant había propuesto su distinción entre uso público y privado de la razón. La principal aplicación de esos principios era en temas religiosos dejando la posibilidad a los profesores y filósofos de mantener a nivel personal y en sus publicaciones (uso público) una opinión más libre que en el ejercicio de sus tareas como profesores (uso privado). Aunque esta distinción fue criticada desde el inicio, se había asumido sin más en tiempos de Federico el Grande quien había dado su sostén a la ilustración. En 1791, su sobrino y sucesor, Federico Guillermo II por medio de su consejero Wollner dictó unas leyes llamadas Edicto de censura para los Estados Prusianos que impedían defender doctrinas deístas o socinianas en las aulas o también en las publicaciones académicas.
En ese momento poco oportuno, Kant envió el ensayo sobre el mal a la revista Berlinische Monatsschrift. Algunos editores de la revista habían tenido que abandonarla para evitar ser perseguidos y el mismo periódico hubo de trasladar sus oficinas y publicación de Berlín a Dessau. Aun así, Kant solicitó que su texto fuera revisado por los censores de Berlín antes de su publicación. Le fue concedido el imprimatur (fue juzgado como poco peligroso debido al pequeño espectro de lectores que podrían entender la obra) y fue publicado en abril de 1792.
La segunda parte del libro, De la lucha del principio bueno con el malo para el dominio sobre el hombre, fue escrita en junio de 1792. La envió inmediatamente al censor, quien esta vez negó el imprimatur sin dar mayores explicaciones. Biester, amigo de Kant y bibliotecario del reino, pidió una revisión del caso en la plenaria de los ministros, pero no logró nada debido al ambiente caldeado del momento. Kant mientras tanto concluyó la tercera y la cuarta parte del escrito que buscaban dar una aplicación política de lo expresado en las primeras dos. Luego solicitó le fuera devuelto el manuscrito de la segunda. Así, según su intención, presentaría a una facultad teológica el trabajo completo para que allí se decidiera si el tema era de competencia teológica o más bien filosófica. Solo de este modo podía sustraerse a la censura del rey ya que tales obras filosóficas de mayor relieve debían pasar más bien por la revisión de las universidades y Kant quería publicarla en cuanto profesor.
La facultad de teología de la Universidad de Königsberg reconoció que se trataba de una obra filosófica. La facultad de filosofía de la Universidad de Jena concedió el imprimatur y fue publicado por la misma el lunes de Pascua de 1793. El título fue decidido por Kant cuando el prólogo de la primera edición ya estaba listo y algunas partes de la obra ya estaban en imprenta. A esto se debe que en el prólogo de la segunda edición se detenga en explicar los motivos del título de la obra. 
Con el imprimatur de la facultad y la obra ya publicada, Kant continuó defendiendo la libertad de expresión y la imposibilidad de imponer por la fuerza el cristianismo a nadie. Así, en 1794 se ganó una carta del rey porque la filosofía kantiana «desprecia algunas doctrinas basilares de la Sagrada Escritura y del cristianismo» (cf. GS VII, 6). En 1797 el edicto fue anulado por el nuevo rey Federico Guillermo III.

## Traducciones
Fue traducida al latín ya en 2015  en la edición de la Opera de Kant realizada por Born. Al francés fue traducida por Trullard (1841) y por Tremesaygues (1913). Debido al complicado período y redacción kantiana también se intentó una «traducción» alemana con estilística moderna realizada por Deycke en 1922. 

### Ediciones en español
- La religión dentro de los límites de la mera razón. Trad. de J. M Quintana, en: I. Kant, Sobre la religión, Barcelona, Zeus 1972.
- La religión dentro de los límites de la mera razón. Trad. de F. Martínez Marzoa, Madrid, Alianza, 1986 (ISBN 84-206-1163-8).